# Neoniga
Neoniga is een geslacht van vlinders van de familie visstaartjes (Nolidae), uit de onderfamilie Nolinae.

## Soorten
- N. costimacula De Joan, 1930